# Jean Levandowski
Pour les articles homonymes, voir Lewandowski.
Ne pas confondre avec Michel Lewandowski, un autre joueur de football ayant évolué au Racing Club de Lens dans les années 1940.
Jean Levandowski (également orthographié Lewandowski), né le 10 février 1929 à Auby dans le Nord et mort le 26 octobre 1997 à Lens dans le Pas-de-Calais, est un footballeur français d'origine polonaise, évoluant au poste d'attaquant.

## Biographie
Ayant grandi à Loos-en-Gohelle à côté de Lens dans le Pas-de-Calais, Jean Levandowski intègre dès son plus jeune âge le Racing Club de Lens qu'il suit des minimes jusqu'à la fin de sa carrière professionnelle en 1953. 
Ayant le surnom de Pisdek,, Levandowski commence sa carrière en 1949. La saison 1950-1951 le voit marquer 21 buts en championnat, ce qui fait de lui le quatrième réalisateur de l'année. Il acquiert alors le surnom de nouveau Stanis. 
Le 28 octobre 1951, lors d'un match disputé sur le stade du Racing Club de Paris, Levandowski inscrit un but et percute dans la foulée René Vignal, le portier du club parisien,. Ce choc lui occasionne une double fracture tibia-péroné. Malgré deux ans de rééducation, Levandowski ne parvient pas à retrouver ses qualités de vitesse et doit arrêter sa carrière. Levandowski meurt le 26 octobre 1997.

## Statistiques
Le tableau ci-dessous résume les statistiques en match officiel de Jean Levandowski durant sa carrière de joueur professionnel,.
| Saison                | Club                  | Championnat           | Championnat | Championnat | Coupe(s) nationale(s) | Coupe(s) nationale(s) | Total | Total |
| Saison                | Club                  | Division              | M.          | B.          | M.                    | B.                    | M.    | B.    |
| 1949-1950             | RC Lens               | Division 1            | 2           | 0           | 0                     | 0                     | 2     | 0     |
| 1950-1951             | RC Lens               | Division 1            | 32          | 21          | 2                     | 2                     | 34    | 23    |
| 1951-1952             | RC Lens               | Division 1            | 10          | 7           | 0                     | 0                     | 10    | 7     |
| 1952-1953             | RC Lens               | Division 1            | 4           | 1           | 0                     | 0                     | 4     | 1     |
| Total sur la carrière | Total sur la carrière | Total sur la carrière | 48          | 29          | 2                     | 2                     | 50    | 31    |